# Anna Pitašová
Anna Pitašová (28. srpna 1928 Praha – 22. září 2011 Praha) byla česká filmová herečka a manekýna.

## Život
Vystudovala školu pro ženská zaměstnání, živila se jako manekýna a modistka. Hrála v řadě filmů, většinou epizodní role.

## Rodina
Dcera JUDr. Ludvíka Vaňka ml. (vnučka Ludvíka Vaňka) a Milady Wachsmanové, sestry Aloise Wachsmana. Její otec byl zavražděn nacisty během druhé Heydrichiády na Kobyliské střelnici.

## Filmografie
- 1974 Jáchyme, hoď ho do stroje (role – dáma, režie Oldřich Lipský)
- 1965 Alibi na vodě (role – barmanka, režie Vladimír Čech)
- 1963 Začít znova (role – průvodčí, režie Miroslav Hubáček)
- 1961 Kde alibi nestačí (role – Krausova žena zvaná Isa, režie Vladimír Čech); Muž z prvního století (role – ošetřovatelka, režie Oldřich Lipský)
- 1960 Holubice (role – Michalova matka, režie František Vláčil)
- 1958 Brankář bydlí v naší ulici' (role – Slámová, Pepíčkova matka, režie Čeněk Duba); O lidech před pultem a za ním II. (role – manekýnka); Tři přání (role –manekýna, režie Ján Kadár a Elmar Klos)
- 1956 Roztržka (role –žena v Esplanade, režie Miroslav Hubáček)
- 1954 Botostroj (role – žena ve společnosti, režie K. M. Walló)
- 1953 Jestřáb kontra Hrdlička (role – žena ve společnosti, režie Vladimír Borský)
- 1952 Únos Carriganova sekretářka, režie Ján Kadár a Elmar Klos)
- 1951 Císařův pekař a pekařův císař (role – dvorní dáma, režie Martin Frič)